# Hollsvattentjärnen
Hollsvattentjärnen är en sjö i Luleå kommun i Norrbotten och ingår i Alåns huvudavrinningsområde. Sjön har en area på 0,0836 kvadratkilometer och ligger 78,9 meter över havet. Sjön avvattnas av vattendraget Bodbäcken (Hollsvattenbäcken).

## Delavrinningsområde
Hollsvattentjärnen ingår i det delavrinningsområde (729604-176127) som SMHI kallar för Ovan 729489-176220. Medelhöjden är 102 meter över havet och ytan är 4,94 kvadratkilometer. Det finns ett avrinningsområde uppströms, och räknas det in blir den ackumulerade arean 26,65 kvadratkilometer. Bodbäcken (Hollsvattenbäcken) som avvattnar avrinningsområdet har biflödesordning 2, vilket innebär att vattnet flödar genom totalt 2 vattendrag innan det når havet efter 25 kilometer. Avrinningsområdet består mestadels av skog (91 procent). Avrinningsområdet har 0,08 kvadratkilometer vattenytor vilket ger det en sjöprocent på 1,7 procent.